# Robert Lynen

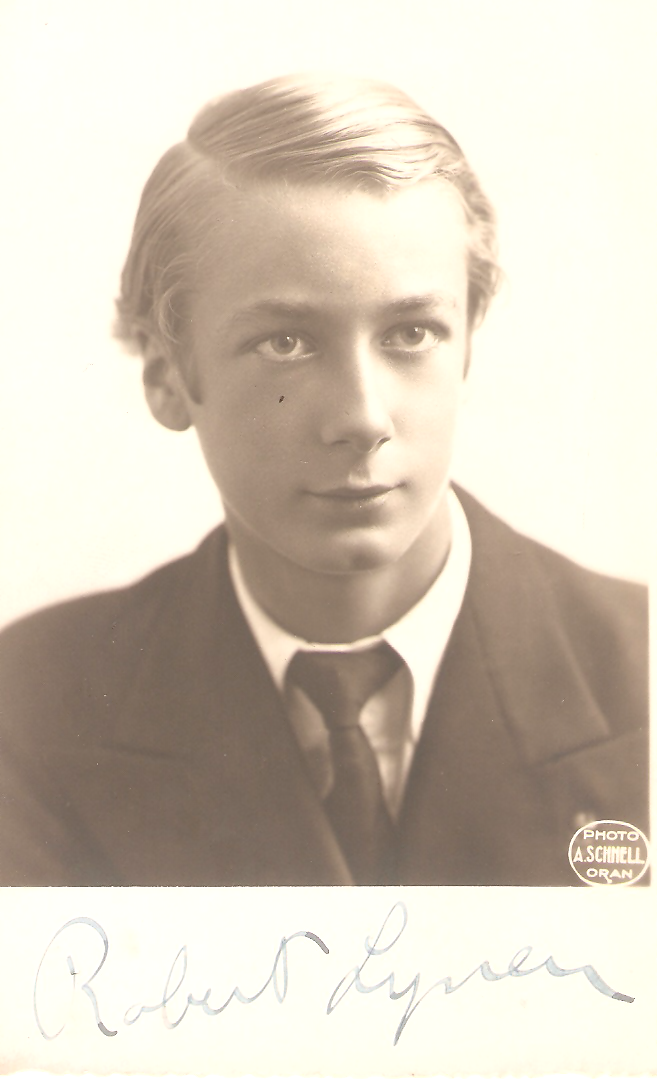
Imagem de Robert Lynen.

Robert Lynen (24 de maio de 1920 em Nermier, França - 1 de abril de 1944 em Karlsruhe, Alemanha) foi um ator francês. Uma estrela infantil do cinema francês, ele se juntou à Resistência Francesa durante a ocupação de seu país durante a Segunda Guerra Mundial, foi preso e deportado para a Alemanha e baleado por um esquadrão de tiro nazista após repetidas tentativas de fuga.